# Sueños de muerte (película de 1991)
Sueños de muerte (título original: Death Dreams) es una película estadounidense de drama, suspenso y crimen de 1991, dirigida por Martin Donovan, escrita por Robert Glass y basada en una novela de William Katz, musicalizada por Gerald Gouriet, en la fotografía estuvo James Chressanthis y los protagonistas son Christopher Reeve, Marg Helgenberger y Fionnula Flanagan, entre otros. El filme fue realizado por ABC Video Enterprises, Capital Cities Television Productions y Dick Clark Film Group; se estrenó el 25 de junio de 1991.

## Sinopsis
Aun cuando su marido desconfía, una mujer se contacta con su hija fallecida con la asistencia de un psiquiatra.